# Emmersbach (Odenbach)
Der Emmersbach ist ein knapp einen Kilometer langer orographisch rechter Zufluss des Odenbaches in den rheinland-pfälzischen Landkreis Kusel auf dem Gebiet der zur Verbandsgemeinde Lauterecken-Wolfstein gehörenden Ortsgemeinden Hefersweiler und Reipoltskirchen.

## Verlauf
Der Emmersbach entspringt im Naturraum Moschelhöhen des Nordpfälzer Berglandes innerhalb der Gemarkung Hefersweiler auf einer Höhe von 271 m ü. NHN in einer landwirtschaftlich genutzten Zone am südöstlichen Fuße des Galgenkopfes (304,6 m). Seine Quelle liegt mitten in dichtem Gehölz knapp siebzig Meter südlich der Gemeindegrenze zu Nußbach und gut achthundert Meter ostnordöstlich des zur Ortsgemeinde Reipoltskirchen gehörenden Wohnplatzes Ingweilerhof.
Der Bach fließt begleitet von spärlichem Bewuchs zunächst etwa zweihundert Meter in westsüdwestlicher Richtung durch Felder, knickt dann scharf nach Süden ab und wechselt danach etwa fünfzig Meter bachabwärts seine Laufrichtung nach Südwesten. Er läuft nun knapp sechshundert Meter in einem Tale zwischen dem Galgenkopf im Norden und der Berzweiler Höhe  (355,9 m) im Südosten durch das Grünland der gleichnamigen Flur, unterquert noch die Landesstraße 382, passiert dann die Grenze nach Reipoltskirchen und mündet schließlich in der Flur Im Woog etwa sechzig Meter südsüdöstlich des Weilers Ingweilerhof auf einer Höhe von 211 m von rechts in den aus dem Süden kommenden Odenbach.

## Daten
Der Emmersbach hat ein Einzugsgebiet von 66,5 ha und entwässert über den Odenbach, den Glan, die Nahe und den Rhein in die Nordsee. Der Höhenunterschied von seiner Quelle bis zu seiner Mündung beträgt etwa 60 m, was bei einer Lauflänge von 969 m einem mittleren Sohlgefälle von 61,9 ‰ entspricht.

## Natur und Umwelt

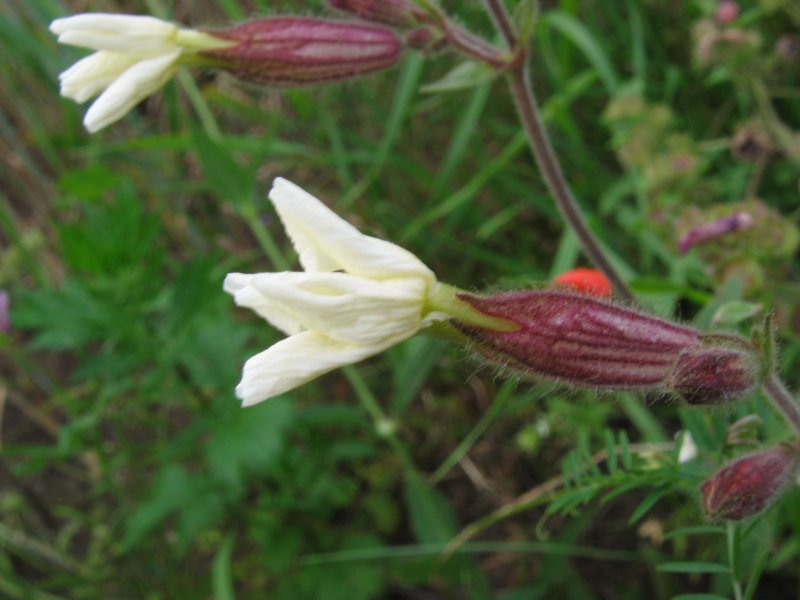
Die Weiße Lichtnelke

Das Quellgebiet des Emmersbachs liegt südlich einer brachgefallenen Magerweide am Südhang des Galgenkopfs. In der Wiese wachsen Brombeerhecken, Schlehdorn- und Hundsrosensträucher. Unten in der Krautschicht gedeiht der Goldhafer, die Weiße Lichtnelke, der Kleine Wiesenknopf, das Kriechende Fingerkraut, das Silberfingerkraut, der Spitzwegerich, der Gemeine Dost, der Kriechende Hauhechel,  das Deutsche Weidelgras, die Ackerwitwenblume, der Tauben-Storchschnabel, der Rotschwingel, die Zypressenwolfsmilch, die Büschelnelke, die Wilde Möhre, der Dreizahn, das Wiesen-Knäuelgras, die Sparrige Segge, die Rapunzel-Glockenblume,  der Weinberglauch, das Rote Straußgras, die Wiesenschafgarbe, das Graugelbe Filz-, das Weiße Lab-, das Echte Johannis-, das Aufgeblasene Leim- und das Jakobs-Greiskraut  sowie der Hopfen-, der Gewöhnliche Horn-, Hasen-, der Weiß-, der Wiesen-, und der Feldklee.
In der Magerweide liegt ein geschütztes Schlehen-Rosen-Weißdorngebüsch. Dort stehen Stieleichen, Birn-, Zwetschgen-, Süßkirsch- und Walnussbäume sowie Schwarze Holunder-, Brombeer-, Hundsrosen-, Schlehdorn-, Besenginster-, Eingrifflige Weißdorn Blaurote Hartriegelsträucher. Unten am Boden wächst der Gemeine Dost, das Echte Johanniskraut, der Rotschwingel, die Wilde Möhre, das Wiesenknäuel- und das Rote Straußgras sowie der Kleine Odermennig.